# Michel Leiris
Michel Leiris (Paris, 20 de abril de 1901 — Saint-Hilaire, 30 de setembro de 1990) foi um escritor, etnólogo e crítico de arte francês, ligado aos escritores surrealistas. Foi também "sátrapa" do Colégio de 'Patafísica.
Sobre Leiris, o escritor Grégoire Bouillier declarou: Quando li, em seu prefácio para "A Idade Viril", que 'o desafio maior da literatura é de tornar compreensível para si mesma e para os outros aquilo que foi sofrido e pessoalmente experimentado', tive em seguida o desejo de encontrar as obras literárias das quais eu necessitava, como se eu já as tivesse em mim.

## Obras publicadas
- 1925 - Simulacre
- 1927 - Le Point cardinal
- 1934 - L'Afrique fantôme
- 1938 - Miroir de la tauromachie (essai)
- 1939 - L'Âge d'homme
- 1943 - Haut Mal (poèmes)
- 1946 - Aurora
- 1948 - Biffures (La Règle du jeu - I)
- 1948 - La langue secrète des Dogons de Sanga
- 1951 - Race et Civilisation
- 1955 - Fourbis (La Règle du jeu - II)
- 1955 - Contacts de civilisation en Martinique et en Guadeloupe
- 1958 - La possession et ses aspects théâtraux chez les Éthiopiens de Gondar
- 1961 - Nuits sans nuit et quelques jours sans jour
- 1964 - Grande fuite de neige
- 1966 - Fibrilles (La Règle du Jeu - III)
- 1966 - Brisées
- 1967 - Afrique noire: la création plastique (en collaboration avec Jacqueline Delange)
- 1969 - Cinq études d'ethnologie
- 1969 - Mots sans Mémoire (compilation de textes poétiques)
- 1971 - André Masson, "Massacres" et autres dessins
- 1974 - Francis Bacon ou la vérité criante
- 1976 - Frêle Bruit (La Règle du Jeu - IV)
- 1978 - Alberto Giacometti
- 1980 - Au verso des images
- 1981 -  Le ruban au cou d'Olympia
- 1985 - Langage tangage
- 1987 - Francis Bacon
- 1988 - À cor et à cri
- 1989 - Bacon le hors-la-loi
- 1992 - Zébrage
- 1992 - Journal 1922-1989
- 1992 - Operratiques
- 1994 - Journal de Chine
- 1994 - L'Homme sans honneur. Notes pour le sacré dans la vie quotidienne
- 1996 - Miroir de l'Afrique (recueil posthume de ses principaux écrits d'ethnologie africaine)
- 2003 - La Règle du jeu  (Bibliothèque de la Pléiade).

### Em português
- A África Fantasma. Cosac Naify, 2008. Trad. André Pinto Pacheco. Google preview
- Espelho da Tauromaquia  Cosac Naify, 2002 trad. Samuel Titan Junior. Google preview
- A Idade Viril Cosac Naify, 2003. Trad. Paulo Neves
- O Fantasma. Record, 2007.